# Graham Swift
Graham Colin Swift (* 4. května 1949 Londýn) je britský spisovatel.

## Život a tvorba
Swift navštěvoval Dulwich College v Londýně, Queens' College v Cambridge a University of York. Zde získal doktorát za práci o fenoménu města v literatuře 19. století. Poté učil literaturu a historii na středních školách. Úspěch jeho knih mu v roce 1983 umožnil, že se mohl věnovat psaní jako svobodnému povolání.
Proslavil se především svým oceňovaným románem Waterland. Píše povídky a romány a podle některých kritiků, např. fejetonisty Thomase Davida, je jedním z nejvýznamnějších vypravěčů současné britské literatury. Jeho práce získala několik ocenění. Ústředním tématem Swiftových knih je funkce paměti. Rozvíjí je prostřednictvím postav z nedávné anglické historie tak, že propojuje osobní osudy se světovými dějinami. Zvláštním stylistickým prostředkem je achronologická vypravěčská technika – odložené, fragmentární rozvíjení příběhů – a použití tzv. nespolehlivého vypravěče.
Jeho román Mothering Sunday z roku 2016 byl přeložen do více než 20 jazyků. Dílo se okamžitě stalo mezinárodním bestsellerem a v roce 2017 obdrželo prestižní Hawthorndenovu cenu.
Graham Swift žije v Londýně.

## Dílo

### Romány
- The Sweet-Shop Owner (Pán z obchůdku, 1980)
- Shuttlecock (Perpentykl, 1981)
- Waterland (Země vod, 1983, česky 1993)
- Out of this World (Mimo tento svět, 1988)
- Ever After (Až navěky, 1992, česky 1996)
- Last Orders (Poslední přání, 1996)
- The Light of Day (Světlo dne, 2003, česky téhož roku)
- Tomorrow (Zítřek, 2007, česky téhož roku)
- Wish You Were Here (Škoda že tu nejsi se mnou, 2011, česky 2012)
- Mothering Sunday (Neděle matek, 2016)
- Here We Are (Tady jsme, 2020)

### Sbírky povídek
- Learning to Swim and Other Stories (Učím se plavat a jiné povídky, 1982)
- England and Other Stories (Anglie a jiné povídky, 2014)